# Fort Jesus

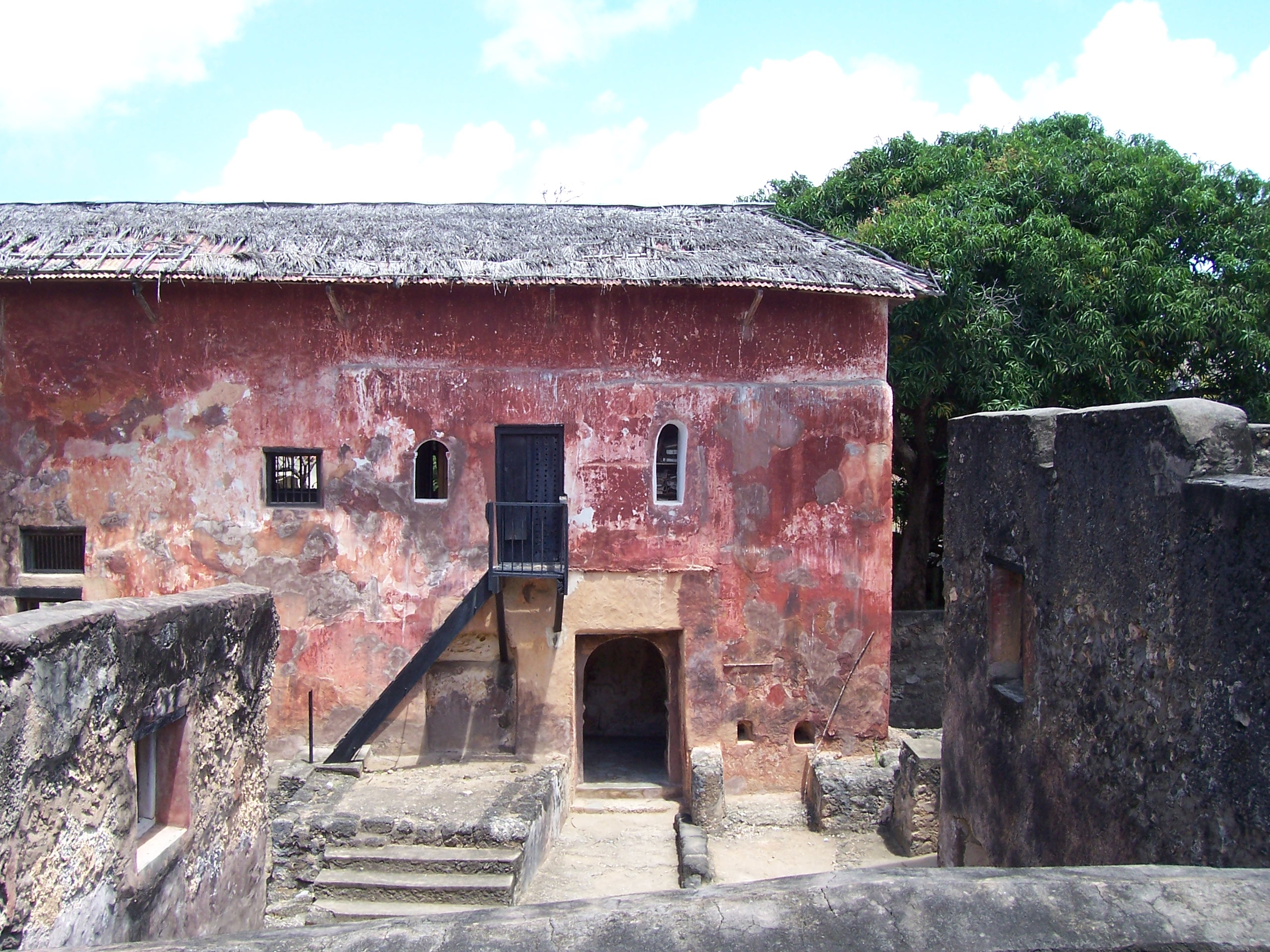
Binnen de muren

Fort Jesus staat aan de kust van Mombasa-eiland, het centrum van de Keniaanse havenstad Mombasa. Het is daar een belangrijke toeristische attractie. In 2011 werd Fort Jesus door UNESCO op de werelderfgoedlijst geplaatst.

## Geschiedenis
Fort Jesus werd in 1593 gebouwd in opdracht van Koning Filips I van Portugal (Filips II van Spanje), die op de oostkust van Afrika een reeks steunpunten liet bouwen om de Portugese belangen in de Indische Oceaan te beschermen tegen de Ottomanen. Tot 1698 zou het, met onderbrekingen, in Portugese handen blijven, tot de Omanieten het definitief veroverden. Naast zijn militaire functie deed het fort dienst als slavenhuis en gevangenis. Sinds 1958 is het een museum. Momenteel wordt het fort beheerd door de National Museums of Kenya.
Het fort is ontworpen door de Italiaanse architect Giovanni Battista Cairato, die hoofdarchitect was van Portugees Oost-Indië. Vanwege de harde koraalsteen waarin de vestingwerken moesten worden uitgehakt verliep de bouw van het fort moeizaam.

## Naamgeving
De Portugese expansie in de Indische Oceaan verliep onder de vlag van de Jezuïeten-orde. Boven de ingang van Fort Jesus is het monogram van de Jezuïeten nog steeds zichtbaar, net zoals de gedenksteen waarin de stichting van het fort onder de naam van Fort Jesus wordt vermeld. Volgens een andere lezing zou de naam zijn afgeleid van Isa Bin Tarif, de Sultan van Oman, die Mombasa in 1837 wist te veroveren op een rivaliserende Omanitische familie.

## Bezienswaardigheden
Het fort huist een klein museum, waarin een aantal archeologische vondsten en gebruiksvoorwerpen zijn te bezichtigen.
Fort Jesus is voor de meeste toeristen het startpunt van een excursie in het oude stadsgedeelte van Mombasa.

## Museale diensten
Aan Fort Jesus is een bibliotheek verbonden, die gehuisvest is in de Old Law Courts, naast het fort. Hier is ook de archeologische dienst van de National Museums of Kenya - afdeling Kust, gevestigd.

## Museumvereniging
De Friends of Fort Jesus is de museumvereniging van Fort Jesus. De vereniging organiseert regelmatig historische lezingen en excursies langs de kust.
- Gemeinsame Normdatei: 4550872-0
- Trove: 1204438
- Virtual International Authority File: 234329673